# Microcampana conica
Microcampana conica is een hydroïdpoliep uit de familie Capitata incertae sedis. De poliep komt uit het geslacht Microcampana. Microcampana conica werd in 1889 voor het eerst wetenschappelijk beschreven door Fewkes. 